# Oskar Lesser
| Asteroides descobertos: 1        | Asteroides descobertos: 1 |
| -------------------------------- | ------------------------- |
| 62 Erato[1]                      | 14 de setembro de 1860    |
| 1. 1 com Wilhelm Julius Foerster |                           |

Otto Lesser (Brotterode, 16 de outubro de 1830 — Hanôver, 12 de agosto de 1887) foi um astrônomo alemão que descobriu junto com Wilhelm Julius Foerster o asteroide 62 Erato em 14 de setembro de 1860 no Observatório de Berlim. Este foi o primeiro asteroide descoberto em conjunto.